# Maihueniopsis glomerata

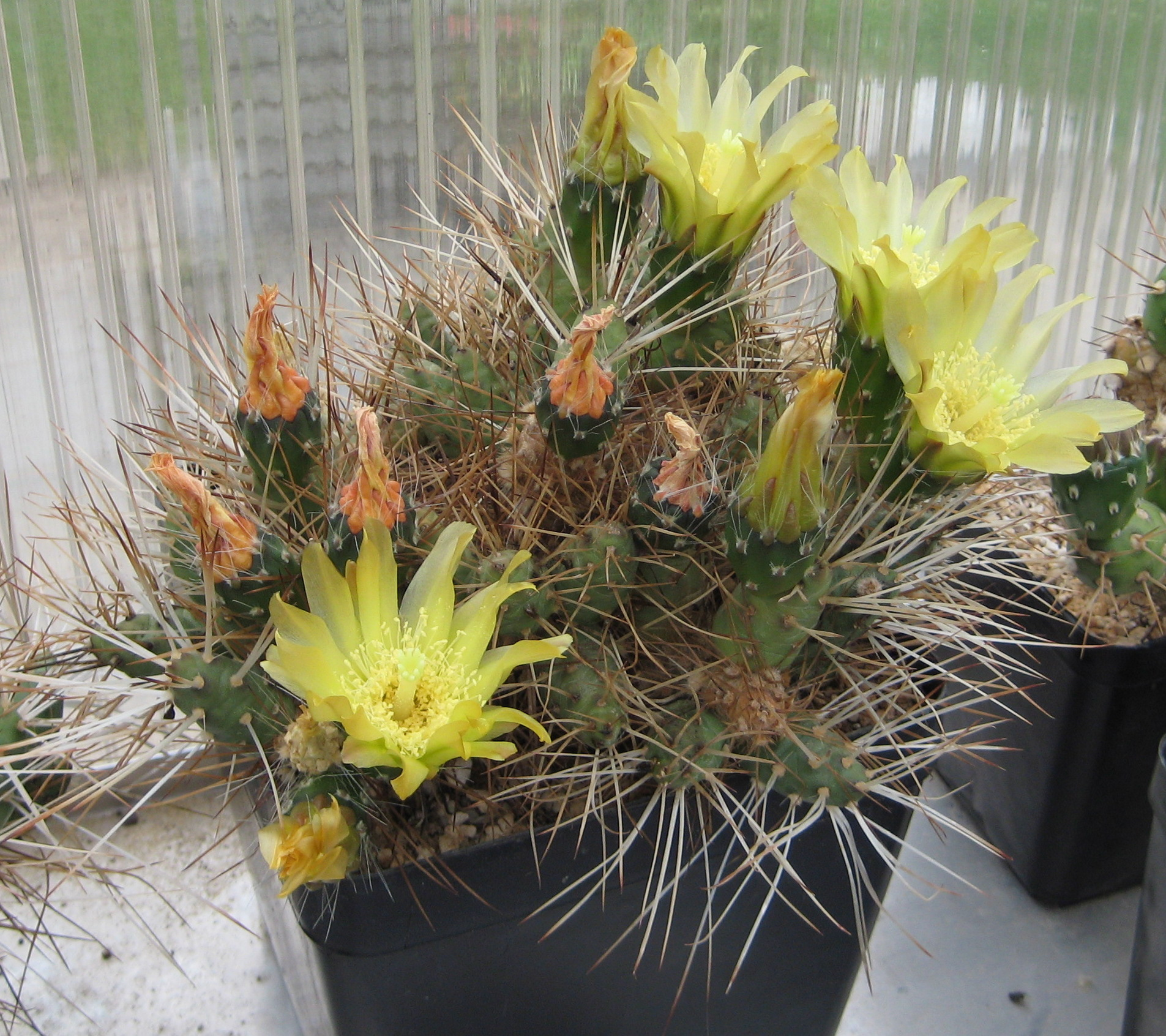
Maihueniopsis glomerata in Kultur

Maihueniopsis glomerata ist eine Pflanzenart in der Gattung Maihueniopsis aus der Familie der Kakteengewächse (Cactaceae). Das Artepitheton glomerata bedeutet ‚(zum Knäuel) geballt, dicht‘. Spanische Trivialnamen sind „Copana“, „Leoncito“, „Quepo“ und „Quisco“.

## Beschreibung
Maihueniopsis glomerata bildet dichte, flache bis halbkugelförmige oder unregelmäßig gewölbte Polster von bis 1 Meter Durchmesser. Es wird eine fleischig verdickte Pfahlwurzel ausgebildet. Die eiförmigen, zur Spitze hin verjüngten, wenig oder nicht gehöckerten Triebabschnitte sind 2 bis 5 Zentimeter lang. Von den etwa 20 kleinen, filzigen Areolen je Triebabschnitt sind gelegentlich die ein bis zwei obersten unbedornt. Die ein bis zwei schmal abgeflachten Mitteldornen sind etwas abstehend, gerade und bis zu 5 Zentimeter lang. Die bis zu zwei Randdornen sind borstenartig.
Die hell gelben bis schmutzig gelben Blüten weisen eine Länge von bis zu 5 Zentimeter auf. Ihr verkehrt konisches Perikarpell ist mit etwa 15 bis 18 Areolen besetzt, die am oberen Rand  Borsten tragen. Die kugelförmigen bis etwas verlängerten unbedornten Früchte sind anfangs grün und werden bei Fruchtreife gelb.

## Verbreitung, Systematik und Gefährdung
Maihueniopsis glomerata ist im Norden Chiles, im Süden Boliviens sowie in den argentinischen Provinzen Jujuy, Salta, Catamarca, La Rioja, San Juan und Mendoza in der Puna-Vegetation der Hochlagen der Anden in Höhenlagen von bis zu 4000 Metern auf sehr trockenen, steinigen Ebenen verbreitet.
Die Erstbeschreibung als Opuntia glomerata erfolgte 1830 durch Adrian Hardy Haworth. Roberto Kiesling stellte die Art 1984 in die Gattung Maihueniopsis. Weitere nomenklatorische Synonyme sind Tephrocactus glomeratus (Haw.) Backeb. (1953) und Parviopuntia glomerata (Haw.) Marn.-Lap. & Soulaire (1956, nom. inval. ICBN-Artikel 43.1).
In der Roten Liste gefährdeter Arten der IUCN wird die Art als „Least Concern (LC)“, d. h. als nicht gefährdet geführt. Die Entwicklung der Populationen wird als stabil angesehen.

## Nachweise